# Иванов, Владимир Николаевич (актёр)
Влади́мир Никола́евич Ивано́в (1924—1995) — советский актёр театра и кино. Лауреат Сталинской премии первой степени (1949).

## Биография
Владимир Иванов родился 9 июля 1924 года в городе Миасс (ныне Челябинской области). Его отец погиб на фронте в 1941 году. Работал в мартеновском цеху металлургического завода им. А. К. Серова слесарем по ремонту рельсовых кранов в городе Серов.
Участник Великой Отечественной войны. Награждён боевыми медалями.
В 1945 году поступил в ГИТИС (курс Н. Плотникова) в 1948 году перевёлся во ВГИК.
В 1960—1970-е годы — лектор бюро пропаганды советского киноискусства. Выступал на эстраде, ездил с концертами по стране и читал отрывки из романа Фадеева «Молодая гвардия».
Ушёл из жизни 24 января 1995 года. Похоронен на Миусском кладбище.

## Фильмография

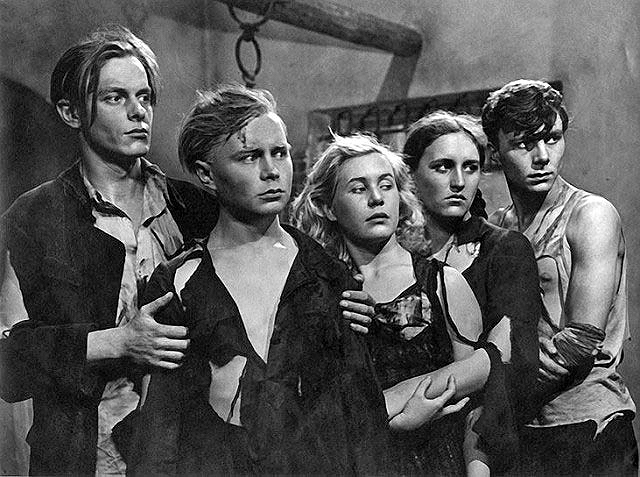
Дебют в кино — роль Олега Кошевого (2-й слева) в фильме «Молодая гвардия», 1948 год.

1. 1948 — Молодая гвардия — Олег Кошевой
2. 1955 — Земля и люди — Алёша
3. 1956 — Триста лет тому… — царь Алексей Михайлович
4. 1958 — Новые похождения Кота в сапогах — эпизод
5. 1958 — Счастье надо беречь — Вася-гармонист
6. 1959 — Черноморочка — Василий
7. 1959 — Судьба человека — заключённый концлагеря
8. 1959 — Человек меняет кожу — Птицын
9. 1959 — Жажда — Твердохлебов
10. 1961 — У крутого яра — Корней Петрович
11. 1978 — Далёкий марш (короткометражный) — белый офицер

## Награды и премии
- Сталинская премия первой степени (1949) — за исполнение роли Олега Кошевого в фильме «Молодая гвардия» (1948)[3]